# Vivienne Barry
Vivienne Barry (Providencia, 1953) es una reconocida directora de cine de animación chilena, especializada en la técnica del stop motion, que ha realizado diversos cortometrajes para cine, varias series de televisión, y un largometraje documental, ejerciendo además la docencia en cursos universitarios y talleres, además de como jurado en diversos festivales de cine internacionales.

## Biografía

### Estudios
Vivienne realizó su educación secundaria en la Alianza Francesa de Santiago y su educación superior en la Universidad de Chile, titulándose de periodismo y obteniendo más tarde un magíster en Literatura, así como un Doctorado en Filosofía con mención en Estética y Teoría de Arte.
Luego del Golpe de Estado en Chile de 1973 partió al exilio, instalándose en la República Democrática Alemana. En Dresde estudió cine de animación, comenzando su carrera cinematográfica en 1978.

### Carrera cinematográfica
Sus primeros cortometrajes animados fueron realizados para la DEFA Trickfilm Studio de Dresde entre 1978 y 1980.
Se ha especializado en la técnica del stop motion, utilizando como materiales plastilina, papel y collages.
Ha ejercido como docente universitaria y directora de talleres de animación en Chile, México, Ecuador y Cuba, y como jurado en distintos festivales de cine, tales como el de Valdivia, el de Viña del Mar, el de Bratislava, el de Posnania y el de Annecy.
Barry es miembro del Centro Internacional para el Cine Infantil y Juvenil (CIFEJ), con sede en Montreal, de la Asociación Internacional del Film de Animación (ASIFA), de la Sociedad Chilena del Derecho de Autor (SCD) y del Colegio de Periodistas de Chile.

### Carrera televisiva
Entre 1990 y 1992, en colaboración con Marta Carrasco y Chantal de Rementería, Barry realizó la serie infantil Tata colores, que fue transmitida por TVN y alcanzó gran popularidad. En la misma línea de trabajo, también creó las series infantiles como Ene tene tú, obra que revive canciones infantiles de la tradición popular latinoamericana, con ritmos y estilos modernos, tales como La Gata Carlota y Alicia va en el cochey también Cantamonitos, serie animada de 13 capítulos con canciones populares chilenas y latinoamericanas dirigida a niños menores de 6 años, incluye temas como Ronda para un niño chileno de Isabel Parra y Mira niñita de Los Jaivas, Luchín de Víctor Jara y la canción cubana Duerme Negrito.
También ha llevado a cabo un extenso trabajo relacionado con el cine publicitarioparticipando en la realización de un comercial para la marca Ambrosoli, titulado Ambosoli Striptease y para Citibank con un spot llamado Cuidadoso y Precavida.
Como conductora y guionista, participó en el programa infantil Animación, la magia en movimiento, transmitido por el canal ARTV.

## Obra

### Filmografía
Como directora y guionista
- 1991 - Nostalgia de Dresden
- 1991- Tata Colores
- 1995 - Deriva
- 1999 - La salsa
- 2002 - Como alitas de chincol
- 2005 - Resucita rey Orelie
- 2006 - Ene tené tu
- 2008 - Cantamonitos
- 2010 - Plastilino y el mundo
- 2010 - Letras
- 2015 - Atrapados en Japón
- 2019 - Nuku Nuku

Como productora
- 2005 - Resucita rey Orelie

Como montajista
- 2002 - Como alitas de chincol

### Libros
- Barry, Vivienne (2012). Animación. La magia en movimiento. Pehuén. ISBN 978-956-16-0502-2.

Además en 2013 algunos fotogramas de sus trabajos de animación en stop motion fueron utilizados para ilustrar libros breves con canciones infantiles tradicionales, publicadas en la editorial Pehuén. Dichas canciones son La gatita Carlota, El pájaro verde, A mi burro, Los pollitos dicen (y Manseque la culeque), La vaca lechera y Alicia va en el coche.

## Premios y distinciones
Barry ha sido galardonada en festivales de cine internacionales, entre los cuales destacan los siguientes:
Festival Internacional de Cine de La Habana
| Año  | Película               | Premio                     | Categoría | Resultado |
| ---- | ---------------------- | -------------------------- | --------- | --------- |
| 2002 | Como alitas de chincol | Gran Coral - Primer Premio | Animación | Ganadora  |

Festival Internacional de Cortometrajes de Biarritz
| Año  | Película               | Premio             | Resultado |
| ---- | ---------------------- | ------------------ | --------- |
| 2003 | Como alitas de chincol | Mejor cortometraje | Ganadora  |

Festival Internacional de Cine de Valdivia FICV
2015  Atrapados en Japón Mejor largometraje Nacional Ganadora
Festival Internacional de Cine Femcine
2016  Atrapados en Japón Mejor Largometraje  Ganadora
Festival Bio Bio Cine
2016 Atrapados en Japón Mejor largometraje documental Ganadora
Festival de Cine de La Serena
2017 Atrapados en Japón Mejor largometraje documental Ganadora